# 大渡碘泡虫
大渡碘泡虫（学名：Myxobolus tatuensis）为碘泡科碘泡虫属的动物。在中国，分布于四川等，营寄生生活，寄生在宽鳍鱲的鳃、口腔。